# 名もなき者/A COMPLETE UNKNOWN
『名もなき者/A COMPLETE UNKNOWN』（なもなきもの/ア・コンプリート・アンノウン、原題：A Complete Unknown）は、2024年制作のアメリカ合衆国の伝記映画。
2015年に出版されたイライジャ・ウォルド著の『ボブ・ディラン 裏切りの夏』を原作に、伝説のミュージシャンボブ・ディランの若き日の姿を描く。ジェームズ・マンゴールド監督、ティモシー・シャラメがボブ・ディランを演じ、劇中で40曲の生歌・生演奏を披露している。

## あらすじ
1960年代初頭、後世に大きな影響を与えたニューヨークの音楽シーンを舞台に、19歳だったミネソタ出身の無名ミュージシャン、ボブ・ディランが、フォーク・シンガーとしてコンサートホールやチャートの寵児となり、彼の歌と神秘性が世界的なセンセーションを巻き起こしつつ、1965年のニューポート・フォーク・フェスティバルでの画期的なエレクトリック・ロックンロール・パフォーマンスで頂点を極めるまでが描かれる。

## キャスト
- ボブ・ディラン：ティモシー・シャラメ
- ピート・シーガー：エドワード・ノートン
- シルヴィ・ルッソ[注釈 1]：エル・ファニング
- ジョーン・バエズ：モニカ・バルバロ
- ジョニー・キャッシュ：ボイド・ホルブルック
- アルバート・グロスマン：ダン・フォグラー
- アラン・ローマックス：ノーバート・レオ・バッツ
- ウディ・ガスリー：スクート・マクネイリー
- P・J・バーン
- トシ・シーガー：初音映莉子
- アル・クーパー：チャーリー・ターハン